# Neognophomyia immaculipennis
Neognophomyia immaculipennis är en tvåvingeart som först beskrevs av Alexander 1926.  Neognophomyia immaculipennis ingår i släktet Neognophomyia och familjen småharkrankar. Inga underarter finns listade i Catalogue of Life.